# Steve Albini
Steven Frank Albini (Pasadena, Kalifornia, 1962. július 22. – Chicago, Illinois, 2024. május 7.) amerikai zenész, zenei producer és hangszerelő. Leginkább a Shellac együttes gitárosaként és énekeseként ismert, valamint számos rocktörténeti jelentőségű album (Pixies: Surfer Rosa, Nirvana: In Utero, PJ Harvey: Rid of Me) producere volt.

## Életrajz

### Zenészként
Montanában nőtt fel. Már fiatal korában elkezdett zenével foglalkozni, nagy hatással volt rá a Ramones együttes.  Művészeti és újságírói tanulmányait a Northwestern Egyetemen végezte, és már ekkor elkezdte publikálni különböző fanzinokban kemény, provokatív hangvételű zenei írásait. Az 1980-as évek elején hardcore punkzenekarokban játszott, például a Big Black-ben. 1987-ben alapította a rövid életű Rapemant, majd 1992-ben a Shellac nevű együttest, melynek gitárosa és énekese volt.
Korai zenekarai radikális attitűdjükről híresültek el. Sok kritika érte a Big Black-et, amelynek rideg dobgéppel kiegészített, erőszakosan gerjedő gitárhangzása "ultramaszkulin esztétikát" közvetített. De a hangzásnál is szélsőségesebb volt a számok témaválasztása. A szövegíró-énekes Albini gyakran bújt pszichopata bűnözők, szadista gyilkosok bőrébe, és sokszor jelenített meg erőszakos, perverz fantáziákat. A tudatosan épített radikális hangzás- és szövegvilág egyfajta De Sade-i esztétikát, a "szadista entellektüel" ellenkultúráját képviselte, amely jellemző volt a nyolcvanas évek angolszász underground rockzenéjére.
Még jellemzőbb volt következő zenekara, a Rapeman, amelyet egy japán képregény embereket erőszakoló szuperhőséről nevezett el.
Albini újságíróként és zenészként fontos alakjává vált az észak-amerikai noise rock és punk rock színtérnek. Jó kapcsolatot ápolt a Sonic Youth, a Hüsker Dü és a Butthole Surfers tagjaival. Ő mondta fel spoken word stílusban a grunge műfaj legfontosabb lemezkiadója, a seattle-i Sub Pop indulását jelző Sub Pop 100 válogatáslemez bevezetőjét. A lemezen Albini mellett szerepelt a Sonic Youth, a Skinny Puppy és a Naked Raygun is.
Eközben fáradhatatlanul szervezte Chicago és környéke underground rockéletét, több – félig informális – lemezkiadót működtetett.
A Big Black 1987-es, majd a Rapeman 1989-es feloszlását követően Albini egy időre felhagyott a hangszeres zenéléssel, és minden idejét a produceri munkára, illetve az írásra fordította. 

„Semmi mást nem akartam, csak olyan lemezeket készíteni, amelyek valóságosan szólnak, és leviszik a fejemet. Minden más másodlagos volt.”

– Steve Albini

1992-ben alapította a Shellac nevű minimalista rocktrióját, amely a noise rock egyik legfontosabb és legismertebb együttese lett. A Shellac húsz év alatt (1994 és 2014 között) öt lemezt jelentetett meg. A zenekar 2024 márciusában, alig két hónappal Albini halála előtt jelentette be, hogy tíz év után új nagylemezt ad ki To All Trains címmel.

### Producerként
Az 1980-as évek közepétől kezdve Albini egyre elismertebb producer lett, elsősorban az underground rockszcénában. Kiemelkedő munkái közé tartozik a Pixies Surfer Rosa című albuma, a Nirvana által készített In Utero, és PJ Harvey Rid of Me című lemeze. Stílusát elsősorban a nyers hangzás és az élénk, dinamikus megszólalás jellemezte.
A Nirvana frontembere, Kurt Cobain nagyra becsülte Albini produceri munkásságát, különösen a Surfer Rosa és a Pixies-utódzenekar, a Breeders Pod című lemezének hangzását. Így amikor a Nevermind elsöprő sikere után ismét nyers, közvetlen és erőteljes lemezt szeretett volna készíteni, Albinihez fordult.
Bár az In Utero felvételei és keverése zökkenőmentesen zajlottak 1993 februárjában (az együttes és Albini teljes elszigeteltségben vették fel és keverték a lemezt, mindössze két hét alatt – ez a gyors tempó jellemző volt Albinire), a kiadó DCG Records elégedetlen volt a végeredménnyel. Hosszas huzavona után több számot is újrakevertetett más producerekkel, és később a zenekar tagjai sem voltak megelégedve. Az In Utero körüli viták csak megerősítették Albini bizalmatlanságát a nagy kiadókkal és a mainstream zeneiparral szemben.
Későbbi pályafutása során több száz lemez produceri munkálataiban vett részt, a nagy kiadókat következetesen kerülte. Produceri ethosza, elkötelezettsége, szakmai konzisztenciája azonban széles iparági hírnevet és mély tiszteletet biztosított számára.

## Halála
Albini 2024. május 7-én szívrohamban hunyt el chicagói otthonában, mindössze tíz nappal a Shellac visszatérő új albuma, a To All Trains megjelenése előtt.

## Produceri attitűdje és filozófiája
Albini híres volt "zenész-orientált" produceri attitűdjéről, amelyben hangsúlyozza a zenészek kreatív kontrollját és autenticitását. Gyakran kritizálta a zeneipar üzleti logikáját és ezek hatását az alkotófolyamatra, illetve az általa "major label"-ként emlegetett nagy kiadók működését.
Már a Big Black-korszakban fontos volt számára a „csináld magad!” megközelítés, és ez produceri tevékenységére is jellemző maradt. Legfőbb produkciós erősségének a zenekarok és előadók közvetlen, „nyers” hangzásának megörökítését tartják. Nagy jelentőséget tulajdonított a mikrofonok elhelyezésének a felvétel helyszíneként szolgáló térben, különösen a dobos körül.
Albini maga nem is szerette a „producer” titulust, magát sokkal inkább hangmérnöknek tartotta. Bár az általa előállított hangzást sokan „lo-fi”-nak, szándékosan rossz minőségűnek tartják, valójában Albini arra törekedett, hogy a lehető legnagyobb hűséggel rögzítse a zenekar valóságos, élő hangzását. Különösen a szélsőséges dinamikák felvételében volt erős. Erről a legjobban a Pixies Surfer Rosa lemeze tanúskodik, amely azóta igazi rocktörténeti klasszikus lett.

## Jelentősége és hatása
Steve Albini meghatározó alakja volt az angolszász underground rockzenének, zenészként, producerként egyaránt. Zenéhez való viszonya, gitárjátéka, zeneszerzői módszere alapvető hatással volt a grunge-ra, az alternatív rock számtalan előadójára. Produceri attitűdje teljes generációk számára szolgált mintaként. A nagyüzemi zeneiparról alkotott markáns véleménye, erről szóló írásai és interjúi nagyon erős befolyást gyakoroltak a független, "indie" szcénára.

„Hány nagyi akarta Elvis ágyékához dörgölni az arcát egykor, és hány srác akarta, hogy Steve Albini jól megbüntesse a gitárjával?”

– Kim Gordon

## Diszkográfia (nagylemezek)

### Előadóként

#### Big Black
- Atomizer, 1986 (Homestead Records)
- Sound of Impact (koncertlemez), 1987 (Walls Have Ears Records)
- Songs About Fucking, 1987 (Touch and Go Records)
- Pigpile (koncertlemez), 1992 (Touch and Go Records)

#### Rapeman
- Two Nuns and a Pack Mule, 1988 (Touch and Go Records)

#### Shellac
- At Action Park, 1994 (Touch and Go Records)
- Live in Tokyo, 1994 (NUX Organization)
- Terraform, 1998 (Touch and Go Records)
- 1000 Hurts', 2000 (Touch and Go Records)
- Excellent Italian Greyhound', 2007 (Touch and Go Records)
- Dude Incredible, 2014 (Touch and Go Records)
- To All Trains, 2024 (Touch and Go Records)

### Producerként (válogatás)
- Pixies: Surfer Rosa, 1988 (4AD)
- Urge Overkill: Jesus Urge Superstar, 1988 (Touch and Go Records)
- Pussy Galore: Dial 'M' for Motherfucker, 1989 (Caroline Records)
- The Breeders: Pod, 1990 (4AD)
- The Jesus Lizard: Head, 1990 (Touch and Go Records)
- Pigface: Gub, 1991 (Invisible)
- Cheer-Accident: Dumb Ask, 1991 (Complacency Records)
- Nirvana: In Utero, 1993
- PJ Harvey: Rid of Me, 1993